# Sheng Dandan
Sheng Dandan (chinesisch 聖丹丹 / 圣丹丹, Pinyin Shèng Dāndān; * 25. Januar 1992) ist eine chinesische Tischtennisspielerin. Mit der Mannschaft gewann sie Gold bei den Ostasienspielen 2013.

## Werdegang
Sheng Dandan hatte ihren ersten internationalen Auftritt bei den Korea Open 2009. Im Einzel scheiterte sie in der Runde der letzten 32 an Sun Beibei, im Doppel kam sie mit Zhang Qiang ins Achtelfinale. Auch im U-21-Wettbewerb schied sie im Achtelfinale aus, diesmal unterlag sie Yang Ha-eun. 2010 konnte sie bei den Japan Open ihre erste Medaille gewinnen, nämlich im U-21-Wettbewerb Bronze. Zuvor schlug sie im Achtel- bzw. Viertelfinale Misako Wakamiya und Yu Mengyu. 2013 sicherte sie sich bei den Ostasienspielen mit dem Team Gold. Ein größerer Erfolg gelang Sheng, als sie bei den Polish Open nach einer Finalniederlage gegen Suh Hyo-won Silber im Einzelwettbewerb errang. Im Jahr 2017 nahm sie an den German- und Hungarian Open teil, wo sie sich jedoch jeweils im Achtelfinale beugen musste. Danach war sie wegen der starken chinesischen Konkurrenz nicht mehr zu sehen. Ab Ende 2018 wurde sie auch nicht mehr in der ITTF-Weltrangliste geführt.

## Turnierergebnisse
| Verband | Veranstaltung  | Jahr | Ort       | Land | Einzel    | Doppel    | Mixed | Team | U-21       |
| ------- | -------------- | ---- | --------- | ---- | --------- | --------- | ----- | ---- | ---------- |
| CHN     | Ostasienspiele | 2013 | Tianjin   | CHN  |           |           |       | Gold |            |
| CHN     | World Tour     | 2017 | Magdeburg | GER  | letzte 16 |           |       |      |            |
| CHN     | World Tour     | 2017 | Budapest  | HUN  | letzte 16 |           |       |      |            |
| CHN     | World Tour     | 2013 | Spała     | POL  | Silber    | letzte 16 |       |      |            |
| CHN     | World Tour     | 2013 | Bremen    | GER  | Qual.     | letzte 32 |       |      |            |
| CHN     | Pro Tour       | 2010 | Kōbe      | JPN  | letzte 32 | letzte 16 |       |      | Halbfinale |
| CHN     | Pro Tour       | 2009 | Seoul     | KOR  | letzte 32 | letzte 16 |       |      | letzte 16  |